# Crotalus molossus
Crotalus molossus è una specie di crotalo velenoso trovata nel sud-ovest degli Stati Uniti ed in Messico. Quattro sottospecie sono attualmente riconosciute, includendo le sottospecie qui descritte.
È anche conosciuto con alcuni nomi comuni, fra i quali: Serpente a sonaglio dalla coda nera, Tintinnatore verde, Serpente a sonagli dalla coda nera del nord, Serpente a sonagli dal muso di cane, Serpente a sonagli dalla testa di cane, Diamante nero di montagna.

## Descrizione

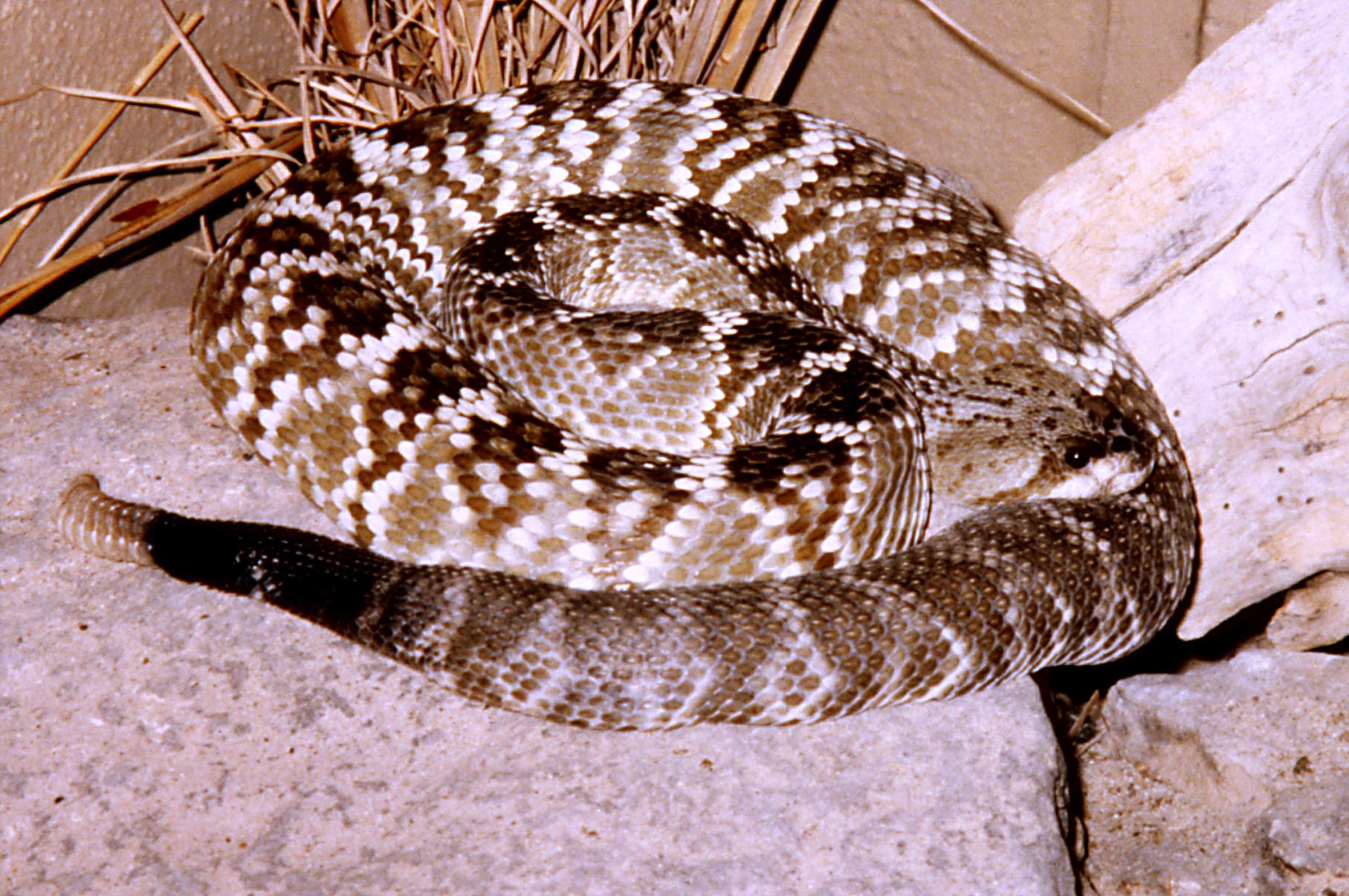
C. m. molossus

Il Crotalus molossus è una specie di taglia media, solitamente lunga fra i 76 ed i 107 cm. I più grossi generalmente non superano i 100 centimetri, sebbene siano stati individuati rari esemplari lunghi 125.0 cm (Gloyd, 1940), 125.7 (Klauber, 1972) e di 129.5 cm (Shaw & Campbell, 1974).
Le femmine di C. molossus tendono ad essere più grosse dei maschi.
Il colore di questi serpenti varia in una scala che va dal verde oliva al giallo, al marrone e a tutte le sfumature di nero. Come suggerisce il suo stesso nome, una delle caratteristiche maggiormente indicative del C. molossus è che, nonostante le grandi varietà di colorazioni sotto cui può presentarsi, le scaglie della coda sono interamente nere. A volte questo tipo di serpente a sonagli ha delle bande nere che corrono fra gli occhi e scendono diagonalmente agli angoli della bocca, formando una sorta di "maschera".
Come altri serpenti a sonagli, il C. molossus ha un sonaglio composto essenzialmente di cheratina, situato alla fine della coda. Ogni volta che il serpente fa la muta, un nuovo segmento si aggiunge al sonaglio; questi serpenti possono fare la muta parecchie volte in un anno ed il loro stesso sonaglio è discretamente fragile e può capitare che si rompa, quindi la lunghezza del sonaglio di un C. molossus non può essere utilizzata come mezzo per individuare l'età dell'esemplare, a meno che il bottone terminale non sia intatto.
Il C. molossus non possiede una vista molto sviluppata, ma si orienta grazie all'olfatto e alla termorecezione, capacità che gli consente di orientarsi grazie alle diverse gradazioni di calore con cui gli si manifesta l'ambiente circostante.
La dose di veleno che questo serpente può iniettare nella propria vittima con un morso è tale da poter uccidere due uomini. La distanza di sicurezza consigliata per l'osservazione è di almeno 70 cm, nonostante non sia ritenuto un animale particolarmente aggressivo.

## Collocazione geografica
Trovato inizialmente a sud-ovest degli Stati Uniti, in Arizona, Nuovo Messico, nella parte più interna del Texas ed in Messico, nella parte più a sud di Oaxaca, il C. molossus è stato individuato anche nei pressi del Golfo di California nell'Isola di San Esteban e a Tiburón Island. La distribuzione nel territorio di questo serpente raggiunge un massimo di 2930 m. Il tipo nomenclaturale attribuito al C. molossus è "Fort Webster, St. Rita del Cobre, New Mexic".

## Stato di conservazione
Il C. molossus è stato classificato come animale a basso rischio dalla Red List dell'IUCN. Alcune delle sue specie sono state classificate così a causa della larga distribuzione sul territorio, del presunto alto numero di esemplare o perché si ritiene improbabile che tale specie si estingua abbastanza velocemente da ritenere opportuna che venisse classificata con un rischio d'estinzione maggiore.

## Biologia
Tutti i serpenti a sonagli sono carnivori; la fonte primaria di cibo per il C. molossus sono i roditori e altri piccoli mammiferi, uccelli e rettili di modeste dimensioni. Le abitudini di questo rettile variano nel corso dell'anno. In primavera è generalmente un animale diurno; in estate, cambia le proprie abitudini e diventa un animale notturno per cercare di evitare il caldo estivo; in inverno, il C. molossus va in letargo in tane create ed abbandonate dagli animali, di solito da altre specie di serpenti.
Il modo in cui si muovono sul terreno varia a seconda della superficie che devono percorrere, alternando con successo lo scivolamento laterale ai movimenti rettilinei - e viceversa. Sebbene il C. molossus abbia grandi capacità tanto da scalatore quanto da nuotatore, è soprattutto un animale terrestre ed abita le praterie, le zone desertiche, quelle rocciose ed i luoghi montani, nonché le altitudini boschive.
L'età media di vita si aggira attorno ai 15-20 anni.

## Sottospecie
| Sottospecie        | Taxon author         | Nome comune                                                  | Area geografica                                                                          |
| ------------------ | -------------------- | ------------------------------------------------------------ | ---------------------------------------------------------------------------------------- |
| C. m. estebanensis | Klauber, 1949        | Serpente a sonagli dalla coda nera dell'Isola di San Esteban | Messico: Isola di San Esteban (Golfo di California).                                     |
| C. m. molossus     | Baird & Girard, 1853 | Serpente a sonagli dalla coda nera del nord                  | Stati Uniti d'America (Arizona, Nuovo Messico, sud-ovest del Texas), Messico             |
| C. m. nigrescens   | Gloyd, 1936          | Serpente a sonagli dalla coda nera messicano                 | Messico (Sud Sonora, sud-ovest Chihuahua, sud Coahuila, sud Oaxaca e Veracruz, Tlaxcala) |
| C. m. oaxacus      | Gloyd, 1948          | Serpente a sonagli di Oaxacan                                | Messico (Oaxaca)                                                                         |